# Wapen van Heiloo

Het wapen van de gemeente Heiloo

Het wapen van Heiloo werd op 26 juni 1816 door de Hoge Raad van Adel aan de Noord-Hollandse gemeente Heiloo toegekend. Het wapen werd in de 18e eeuw in omgekeerde kleurstelling gebruikt, waarom de kleuren zijn omgedraaid is niet bekend. De herkomst van het wapen is eveneens niet bekend.

## Blazoenering
De blazoenering van het wapen van Heiloo luidt als volgt
Van keel met een kruis paté alaizé van zilver; gedekt met eene kroon van goud en gehouden ter regterzijde door eenen vogelgrijp ter linker door eenen leeuw, beide van hetzelfde en staande op een grond van natuurlijke kleur.
Het schild is geheel rood van kleur met daarop een wit of zilveren, verkort, breedarmig kruis. Het schild wordt vastgehouden door twee schildhouders: voor de kijker links een griffioen en voor de kijker rechts een leeuw. Zowel de griffioen als de leeuw zijn goud van kleur. In de blazoenering wordt niet vermeld dat de kroon drie bladeren heeft met daartussen twee parels. 